# Almach

Stjärnsystemet (inte skalenligt).

Almach eller Gamma Andromedae (γ Andromedae, förkortat Gamma And, γ And), som är stjärnans Bayerbeteckning, är den tredje ljusaste stjärnan i stjärnbilden Andromeda. År 1778 upptäckte Tobias Mayer att Almach var en dubbelstjärna. När den observeras i ett litet teleskop ser den ut att vara en ljusguldgul stjärna, γ1 Andromeda, bredvid en svagare indigoblå stjärna, γ2 Andromedae, separerad med cirka 10 bågsekunder. Den betraktades ofta av observatörer som att vara en vacker dubbelstjärna med en slående färgkontrast.   Det upptäcktes senare att γ2 Andromedae är ett trippelstjärnsystem. Det som framstår som en enda stjärna för blotta ögat är sålunda ett fyrdubbelt stjärnsystem, cirka 350 ljusår från solen. 

## Nomenklatur
Almach är det traditionella namnet (även stavat som Almaach, Almaack, Almak, Almaak eller Alamak), som härrör från det arabiska العناق الأرض (al-'anāq al-'arđ̧), "caracalen" (ökenlo). 
Ett annat namn på stjärnan, som användes av medeltida astronomer som skrev på arabiska, var آلرجل المسلسلة (Al Rijl al Musalsalah), "Kvinnans fot".
År 2016 organiserade Internationella astronomiska unionen en arbetsgrupp för stjärnnamn (WGSN) med uppgift att katalogisera och standardisera namn för stjärnor. WGSN:s första bulletin från juli 2016 innehåller en tabell över de första två satserna av namn som fastställts av WGSN, där Almach anges för γ1 Andromedae.

## Egenskaper
Almach är en ljus jättestjärna av spektralklass K3IIb. Den har en skenbar magnitud på ungefär 2,26. Γ2 Andromedae, med en gemensam skenbar magnitud på 4,84, är skild 9,6 bågsekunder från y1 Andromedae vid en positionsvinkel på 63°.
I oktober 1842 fann Wilhelm Struve att γ2 Andromedae är en dubbelstjärna vars komponenter separeras med mindre än en bågekund. Komponenterna är ett objekt med skenbar magnitud på 5,5, y Andromedae B, och en stjärna i huvudserien av typ A med skenbar magnitud på 6,3, y Andromedae C. De har en omloppstid på omkring 64 år. Spektrogram från 1957 till 1959 avslöjade att y Andromedae B själv är en spektroskopisk dubbelstjärna, bestående av två stjärnor av typ B i huvudserien som kretsar runt varandra med en period av 2,67 dygn.